# Киршнер, Нестор
Не́стор Ка́рлос Ки́ршнер Осто́ич (исп. , нем. и хорв. Néstor Carlos Kirchner Ostoić; 25 февраля 1950, Рио-Гальегос, Аргентина — 27 октября 2010, Эль-Калафате, Санта-Крус, Аргентина) — президент Аргентины с 25 мая 2003 по 28 октября 2007 года.

## Биография
Родился 25 февраля 1950 года в Рио-Гальегос (Патагония, Аргентина) в семье эмигрантов. Отец — германошвейцарец, был первым зубным техником в Рио-Гальегосе, подрабатывал на почте телефонистом, где познакомился с чилийкой хорватского происхождения Марией Хуаной Остоич, на которой вскоре женился. У них родились трое детей — Алисия (в будущем министр социального развития), Нестор (будущий президент Аргентины) и Мария Кристина (в будущем стала фармацевтом).

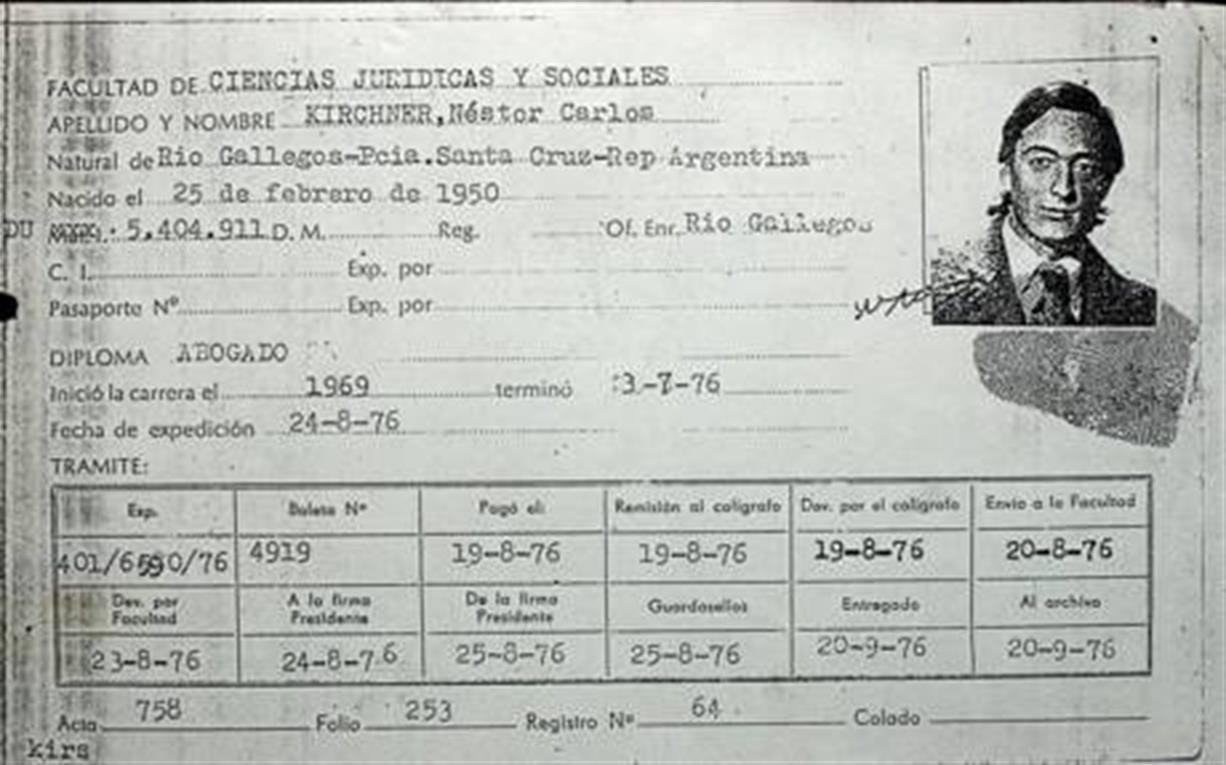
Дело студента-юриста Национального университета Ла-Платы Киршнера

Нестор в 1976 году окончил Национальный университет в Ла-Плате, получив диплом юриста. В 1975 году женился на сокурснице Кристине Фернандес. После окончания университета вернулся в родной город и занялся адвокатурой. В годы военной диктатуры ему приходилось часто скрываться от властей у своих друзей. Однажды его арестовали, но через 3 дня отпустили.
В 1982 году стал работать в администрации провинции Санта-Крус, в 1987 году он возглавил администрацию родного города, а в 1991 году стал губернатором провинции Санта-Крус.
Победил на выборах 2003 года экс-президента Аргентины Менема.

## Президентство
Киршнер вступил в должность президента Аргентины 25 мая 2003 года. Вопреки традиции, церемония прошла во Дворце Национального конгресса Аргентины, а не в Розовом доме (Каса Росада). Он объявил, что осуществит изменения по многим вопросам, от политики до культуры. Киршнер шёл к Каса Росада по Авенида-де-Майо, нарушив протокол, чтобы приблизиться к людям, и был случайно ранен камерой в голову.

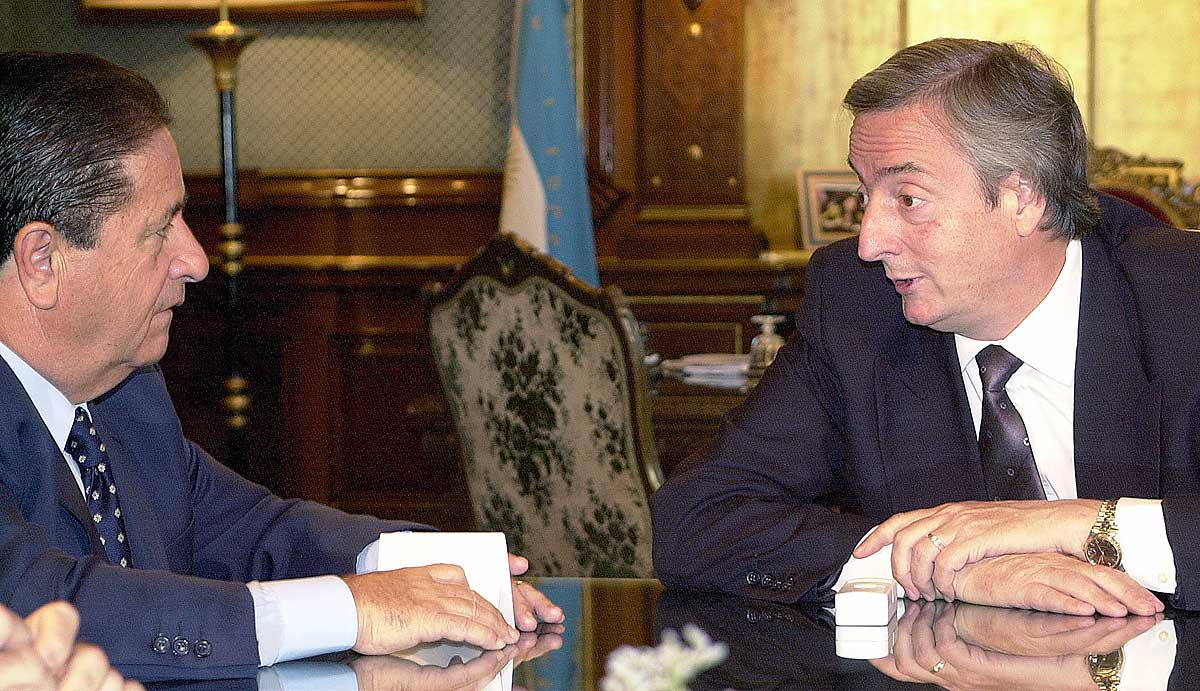
Киршнер со своим предшественником, бывшим президентом Эдуардо Дуальде, 23 марта 2004 года

В 2003 году Нестор Киршнер вместе с женой переехал в президентский дворец. Киршнер принял бедную страну, где бушевал экономический кризис. Аргентина — страна, которая в начале XX века была на одном уровне с развитыми странами Европы, оказалась накрытой экономическими проблемами, долгами и коррупцией.
Вскоре после прихода к власти Киршнер осуществил изменения в аргентинском Верховном суде. Он обвинил ряд судей в вымогательстве и вынудил их уйти в отставку, также поспособствовав смещению двух других. Вместо прежнего большинства из правых и консервативных судей, новый состав суда был идеологически ближе к нему; он включал двух женщин, в том числе атеистку, сторонницу легализации абортов. Киршнер также отправил в отставку множество генералов и адмиралов, репутация некоторых из которых была запятнана злодеяниями «грязной войны».
Киршнер рассекретил архивы спецслужб, в которых содержались сведения о нацистских военных преступниках, нашедших в стране убежище после Второй мировой войны. Также была отменена амнистия военным, совершившим ужасные преступления в 1976—1983 гг. Нестор Киршнер начал выплату внешнего долга страны, вывел страну с «тёмной полосы» в истории.
Во внешней политике являлся сторонником «взвешенных» отношений с США, продолжил диалог с Великобританией по вопросу Фолклендских островов, являлся сторонником потепления и стабилизации в отношениях с Альбионом. Отношения с Европой в президентство Киршнера похолодели, Аргентина была не согласна с позицией ЕС в ВТО. Отводил центральную роль в решении международных проблем Организации Объединённых Наций (ООН). Был противником расширения Совета безопасности ООН за счёт Германии, Японии, Индии и Бразилии. Большое внимание Киршнер уделял борьбе с терроризмом, выступил с осуждением терактов в России. Сторонник участия Аргентины в миротворческих операциях ООН (направил в «горячие точки» 653 миротворца). Поддерживал разоружение и политику нераспространения ядерного оружия. Осудил военную операцию НАТО в Ираке, считая, что главную роль в урегулировании должна занять ООН. Осуждал как палестинцев, так и израильтян в ближневосточном конфликте. Был противником блокады Кубы американцами.
Партия Киршнера «Фронт победы» одержала победу на парламентских выборах 2005 года (набрала более 40 % голосов избирателей).

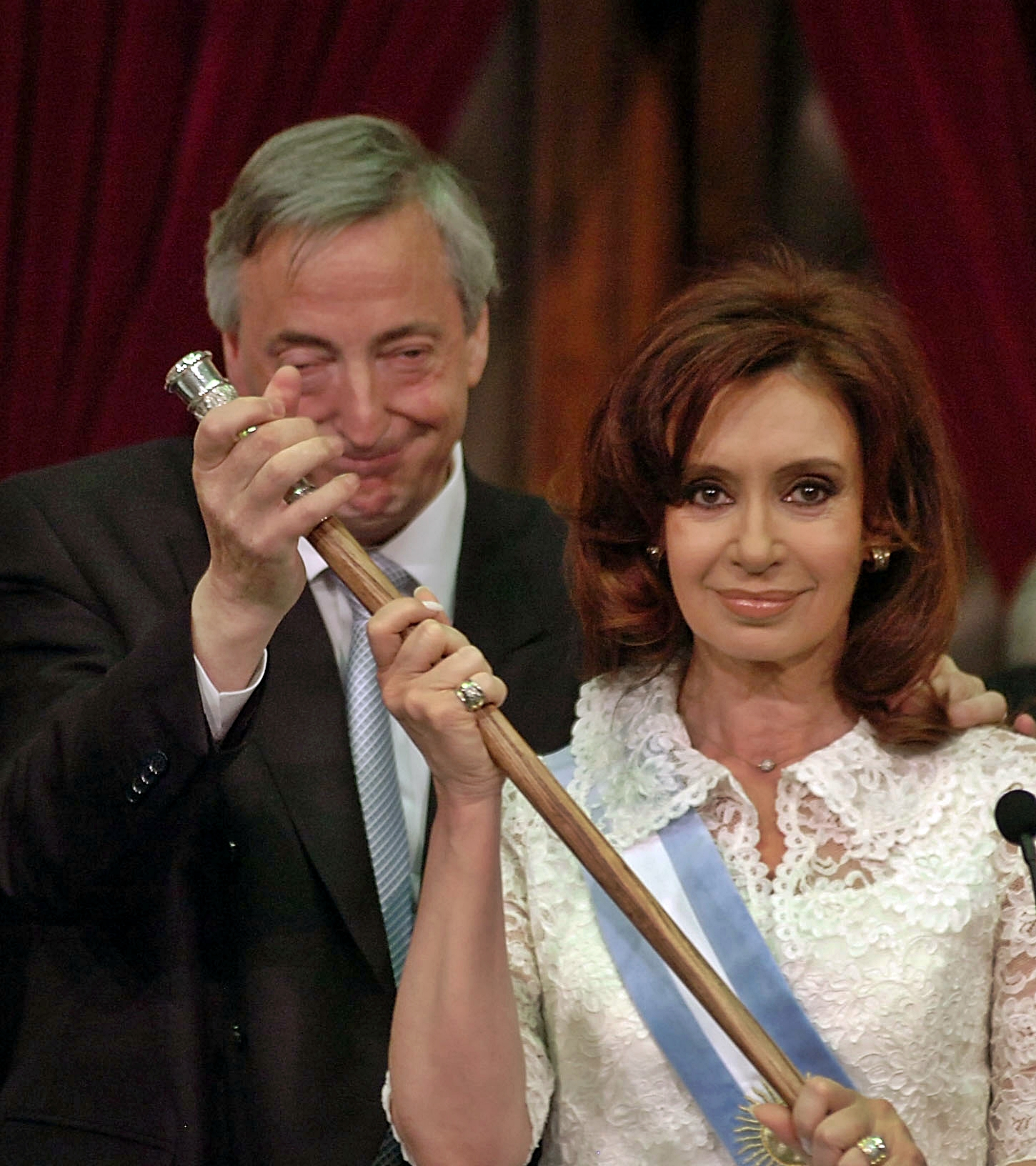
Н. Киршнер передаёт пост Президента Аргентины Кристине Фернандес де Киршнер

В 2007 году он заявил, что не будет повторно баллотироваться на пост президента Аргентины, несмотря на поддержку более 60 % населения страны. Ушёл в отставку с поста президента страны 28 октября 2007 года в связи с избранием нового президента — его жены Кристины Киршнер.

## Критика
Несмотря на его высокую поддержку народом, он подвергался критике со стороны некоторых журналистов и политологов, которые обвиняли Нестора в злоупотреблении властью, а также в излишней централизации государства.

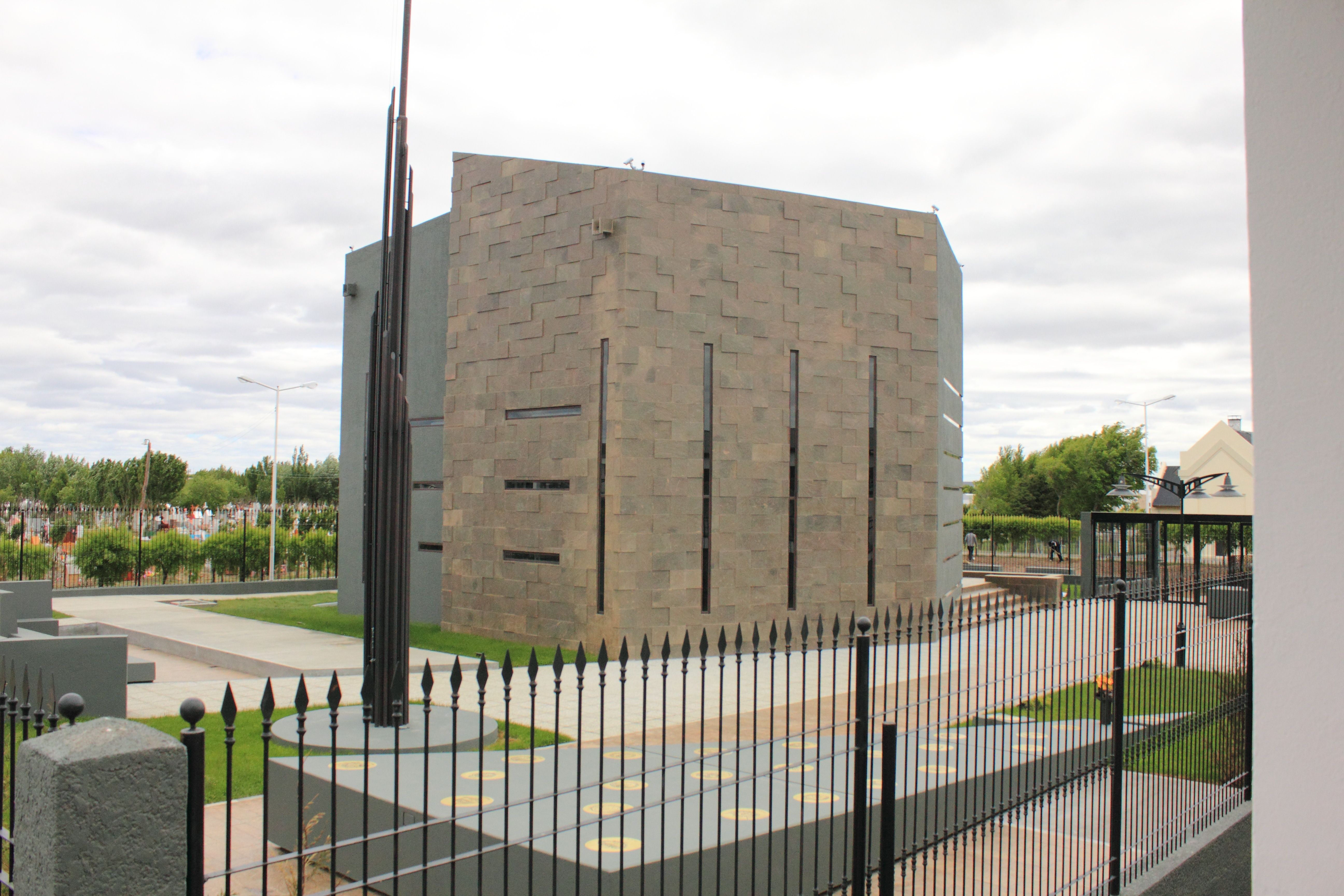
Мавзолей в Рио-Гальегос

## После президентства
После отставки Киршнер оставался влиятельной фигурой «при буэнос-айресском» дворе. 3 декабря 2009 года избран депутатом Национального конгресса. 7 февраля 2010 года у Нестора Киршнера произошла блокировка сонной артерии. Он был экстренно госпитализирован и прооперирован.
В мае 2010 года Нестор Киршнер был избран генеральным секретарём Союза южноамериканских наций на чрезвычайном саммите этой организации в аргентинском городе Кампана. В качестве парламентария он вместе с супругой-президентом активно поддерживал закон о легализации однополых браков.
Умер 27 октября 2010 года в больнице города Эль-Калафате, провинция Санта-Крус от остановки сердца. Похоронен в своём родном городе Рио-Гальегос на юге страны. Погребальную процессию возглавляла его вдова-президент страны Кристина Киршнер, сопровождаемая несколькими тысячами людей. В Бразилии и Венесуэле был объявлен трёхдневный траур.

## Личная жизнь
Жена — Кристина Фернандес де Киршнер, президент Аргентины с 2007 по 2015 год.